# Mistrzostwa Świata w Piłce Nożnej 2026 (eliminacje strefy CAF)/Grupa H
Ten artykuł dotyczy trwającego lub niedawnego wydarzenia sportowego. Informacje w nim zamieszczone mogą się zmienić lub zdezaktualizować wraz z postępem zdarzenia. Początkowe doniesienia, wyniki lub statystyki mogą być niepewne. Ostatnie aktualizacje do tego artykułu mogą nie odzwierciedlać najbardziej aktualnych informacji.
W Grupie H pierwszej rundy eliminacji do Mistrzostw Świata 2026 biorą udział następujące zespoły:
- Tunezja
- Gwinea Równikowa
- Namibia
- Malawi
- Liberia
- Wyspy Świętego Tomasza i Książęca

## Tabela
| Lp. | Drużyna                           | M | Z | R | P | B+ | B- | +/– | Pkt | Kwalifikacja                     |     | Tunezja | Namibia | Liberia | Gwinea Równikowa | Malawi | Wyspy Świętego Tomasza i Książęca |
| --- | --------------------------------- | - | - | - | - | -- | -- | --- | --- | -------------------------------- | --- | ------- | ------- | ------- | ---------------- | ------ | --------------------------------- |
| 1   | Tunezja                           | 6 | 5 | 1 | 0 | 9  | 0  | +9  | 16  | Awans na Mistrzostwa Świata 2026 |     |         | paź     | wrz     | 1–0              | 2–0    | 4–0                               |
| 2   | Namibia                           | 6 | 3 | 3 | 0 | 8  | 2  | +6  | 12  | Możliwy awans do drugiej rundy   |     | 0–0     |         | 1–1     | 1–1              | wrz    | wrz                               |
| 3   | Liberia                           | 6 | 3 | 1 | 2 | 7  | 4  | +3  | 10  |                                  |     | 0–1     | paź     |         | 3–0              | 0–1    | 2–1                               |
| 4   | Gwinea Równikowa                  | 6 | 2 | 1 | 3 | 4  | 8  | −4  | 7   |                                  | wrz | 0–3     | paź     |         | 1–0              | 2–0    |                                   |
| 5   | Malawi                            | 6 | 2 | 0 | 4 | 4  | 6  | −2  | 6   |                                  | 0–1 | 0–1     | wrz     | paź     |                  | 3–1    |                                   |
| 6   | Wyspy Świętego Tomasza i Książęca | 6 | 0 | 0 | 6 | 2  | 14 | −12 | 0   |                                  | paź | 0–2     | 0–1     | wrz     | paź              |        |                                   |

## Wyniki
| 14 listopada 202314:00 CET | Gwinea Równikowa | 0:3 (wo.) | Namibia | Nuevo Estadio de Malabo, Malawi Sędzia: Chelanget Sabila |
| 14 listopada 202314:00 CET | Nsue 67'         | 0:3 (wo.) |         | Nuevo Estadio de Malabo, Malawi Sędzia: Chelanget Sabila |

| 17 listopada 202317:00 CET | Liberia    | 0:1(0:0) | Malawi | Samuel Kanyon Doe Sports Complex, Paynesville Sędzia: Antoine Effa |
| 17 listopada 202317:00 CET | 78' Mphasi | 0:1(0:0) |        | Samuel Kanyon Doe Sports Complex, Paynesville Sędzia: Antoine Effa |

| 17 listopada 202320:00 CET | Tunezja                                             | 4:0(1:0) | Wyspy Świętego Tomasza i Książęca | Stadion Olimpijski, Radis Widzów: 10 000 Sędzia: Joseph Ogabor |
| 17 listopada 202320:00 CET | Meriah 37' · Msakni 53' · Rafia 79' · Ben Larbi 88' | 4:0(1:0) |                                   | Stadion Olimpijski, Radis Widzów: 10 000 Sędzia: Joseph Ogabor |

| 20 listopada 202317:00 CET | Liberia | 3:0 (wo.) | Gwinea Równikowa | Samuel Kanyon Doe Sports Complex, Paynesville Widzów: 3 044 Sędzia: Karim Sabry |
| 20 listopada 202317:00 CET | 5' Nsue | 3:0 (wo.) |                  | Samuel Kanyon Doe Sports Complex, Paynesville Widzów: 3 044 Sędzia: Karim Sabry |

| 21 listopada 202314:00 CET | Malawi          | 0:1(0:1) | Tunezja | Bingu National Stadium, Lilongwe Widzów: 23 000 Sędzia: Aklesso Gnama |
| 21 listopada 202314:00 CET | 88' (k.) Msakni | 0:1(0:1) |         | Bingu National Stadium, Lilongwe Widzów: 23 000 Sędzia: Aklesso Gnama |

| 21 listopada 202317:00 CET | Wyspy Świętego Tomasza i Książęca | 0:2(0:1) | Namibia | Stade d’Agadir, Agadir (Maroko) Sędzia: Ousmane Diakate |
| 21 listopada 202317:00 CET | 9' Tjiueza · 75' (sam.) Mateus    | 0:2(0:1) |         | Stade d’Agadir, Agadir (Maroko) Sędzia: Ousmane Diakate |

| 5 czerwca 202421:00 CEST | Namibia      | 1:1(1:0) | Liberia    | Orlando Stadium, Johannesburg (Południowa Afryka) Sędzia: Messie Nkounkou |
| 5 czerwca 202421:00 CEST | Karuuombe 8' | 1:1(1:0) | 65' Sackor | Orlando Stadium, Johannesburg (Południowa Afryka) Sędzia: Messie Nkounkou |

| 5 czerwca 202421:00 CEST | Tunezja              | 1:0(0:0) | Gwinea Równikowa | Stadion Olimpijski, Radis Widzów: 25 000 Sędzia: Abongile Tom |
| 5 czerwca 202421:00 CEST | Ben Romdhane 82' (k) | 1:0(0:0) |                  | Stadion Olimpijski, Radis Widzów: 25 000 Sędzia: Abongile Tom |

| 6 czerwca 202415:00 CEST | Malawi                             | 3:1(2:0) | Wyspy Świętego Tomasza i Książęca | Bingu National Stadium, Lilongwe Widzów: 14 000 Sędzia: Ahmed Arajiga |
| 6 czerwca 202415:00 CEST | Chawa 6' · Nkhoma 14' · Mphasi 78' | 3:1(2:0) | 67' Silva                         | Bingu National Stadium, Lilongwe Widzów: 14 000 Sędzia: Ahmed Arajiga |

| 9 czerwca 202415:00 CEST | Wyspy Świętego Tomasza i Książęca | 0:1(0:0) | Liberia | Stade Municipal d'Oujda, Wadżda (Maroko) Sędzia: Andofetra Rakotojaona |
| 9 czerwca 202415:00 CEST | 90' Sesay                         | 0:1(0:0) |         | Stade Municipal d'Oujda, Wadżda (Maroko) Sędzia: Andofetra Rakotojaona |

| 9 czerwca 202418:00 CEST | Namibia | 0:0(0:0) | Tunezja | Orlando Stadium, Johannesburg (Południowa Afryka) Sędzia: Dahane Beida |
| 9 czerwca 202418:00 CEST |         | 0:0(0:0) |         | Orlando Stadium, Johannesburg (Południowa Afryka) Sędzia: Dahane Beida |

| 10 czerwca 202415:00 CEST | Gwinea Równikowa | 1:0(0:0) | Malawi | Nuevo Estadio de Malabo, Malabo Sędzia: Lamin Jammeh |
| 10 czerwca 202415:00 CEST | Salvador Edú 81' | 1:0(0:0) |        | Nuevo Estadio de Malabo, Malabo Sędzia: Lamin Jammeh |

| 19 marca 202517:00 CET | Liberia     | 0:1(0:1) | Tunezja | Samuel Kanyon Doe Sports Complex, Monrovia Sędzia: Clement Franklin Kpan |
| 19 marca 202517:00 CET | 4' Mastouri | 0:1(0:1) |         | Samuel Kanyon Doe Sports Complex, Monrovia Sędzia: Clement Franklin Kpan |

| 20 marca 202517:00 CET | Malawi      | 0:1(0:1) | Namibia | Bingu National Stadium, Lilongwe Sędzia: Jelly Alfred Chavani |
| 20 marca 202517:00 CET | 40' Tjiueza | 0:1(0:1) |         | Bingu National Stadium, Lilongwe Sędzia: Jelly Alfred Chavani |

| 21 marca 202514:00 CET | Gwinea Równikowa        | 2:0(2:0) | Wyspy Świętego Tomasza i Książęca | Nuevo Estadio de Malabo, Malabo Sędzia: Adissa Abdul Raphiou Ligali |
| 21 marca 202514:00 CET | Nsue 14' · Salvador 17' | 2:0(2:0) |                                   | Nuevo Estadio de Malabo, Malabo Sędzia: Adissa Abdul Raphiou Ligali |

| 24 marca 202514:00 CET | Namibia       | 1:1(0:0) | Gwinea Równikowa | Peter Mokaba Stadium, Polokwane (Południowa Afryka) Sędzia: Mohamed Marouf |
| 24 marca 202514:00 CET | Shalulile 51' | 1:1(0:0) | 54' Coco         | Peter Mokaba Stadium, Polokwane (Południowa Afryka) Sędzia: Mohamed Marouf |

| 24 marca 202517:00 CET | Liberia                    | 2:1(2:1) | Wyspy Świętego Tomasza i Książęca | Samuel Kanyon Doe Sports Complex, Monrovia Sędzia: Mohamed Ali Moussa |
| 24 marca 202517:00 CET | Andrews 4' · Farkarlun 32' | 2:1(2:1) | 44' Costa                         | Samuel Kanyon Doe Sports Complex, Monrovia Sędzia: Mohamed Ali Moussa |

| 24 marca 202522:00 CET | Tunezja                         | 2:0(0:0) | Malawi | Stadion Olimpijski, Radis Sędzia: Djindo Louis Houngnandande |
| 24 marca 202522:00 CET | Jaziri 86' · Achouri 90+2' (k.) | 2:0(0:0) |        | Stadion Olimpijski, Radis Sędzia: Djindo Louis Houngnandande |

| 2025-09-dataCEST | Namibia |  | Malawi |  |
| 2025-09-dataCEST |         |  |        |  |

| 2025-09-dataCEST | Wyspy Świętego Tomasza i Książęca |  | Gwinea Równikowa |  |
| 2025-09-dataCEST |                                   |  |                  |  |

| 2025-09-dataCEST | Tunezja |  | Liberia |  |
| 2025-09-dataCEST |         |  |         |  |

| 2025-09-dataCEST | Gwinea Równikowa |  | Tunezja |  |
| 2025-09-dataCEST |                  |  |         |  |

| 2025-09-dataCEST | Namibia |  | Wyspy Świętego Tomasza i Książęca |  |
| 2025-09-dataCEST |         |  |                                   |  |

| 2025-09-dataCEST | Malawi |  | Liberia |  |
| 2025-09-dataCEST |        |  |         |  |

| 2025-10-dataCEST | Wyspy Świętego Tomasza i Książęca |  | Tunezja |  |
| 2025-10-dataCEST |                                   |  |         |  |

| 2025-10-dataCEST | Malawi |  | Gwinea Równikowa |  |
| 2025-10-dataCEST |        |  |                  |  |

| 2025-10-dataCEST | Liberia |  | Namibia |  |
| 2025-10-dataCEST |         |  |         |  |

| 2025-10-dataCEST | Gwinea Równikowa |  | Liberia |  |
| 2025-10-dataCEST |                  |  |         |  |

| 2025-10-dataCEST | Wyspy Świętego Tomasza i Książęca |  | Malawi |  |
| 2025-10-dataCEST |                                   |  |        |  |

| 2025-10-dataCEST | Tunezja |  | Namibia |  |
| 2025-10-dataCEST |         |  |         |  |

## Strzelcy

### 3 gole
- Emilio Nsue

### 2 gole
- Iván Salvador Edú
- Chifundo Mphasi
- Prins Tjiueza
- Youssef Msakni

### 1 gol
- Saúl Coco
- Nicholas Andrews
- Jimmy Farkarlun
- Terry Sackor
- Sheikh Sesay
- Chawanangwa Kawonga
- Lanjesi Nkhoma
- Tjipe Karuuombe
- Peter Shalulile
- Elias Achouri
- Firas Ben Larbi
- Mohamed Ali Ben Romdhane
- Seifeddine Jaziri
- Hazem Mastouri
- Yassine Meriah
- Hamza Rafia
- Luís Costa
- Denilson Silva

### Gole samobójcze
- Pedro Mateus (dla  Namibii)